# コペンハーゲン6日間レース
コペンハーゲン6日間レース（コペンハーゲンむいかかんレース）は、例年2月上旬、コペンハーゲンのバレルプ・スーパー・アリーナで開催されている、自転車競技、6日間レースの名称。

## 歴代優勝ペア
| 年     | 優勝ペア                                                   |
| ------ | ---------------------------------------------------------- |
| 1934-1 | ハンス・ピュッツフェルト ＝ ウィリー・フンダ               |
| 1934-2 | フィクトル・ラウシュ ＝ カイ・ワーナー・ニールセン         |
| 1936-1 | フランス・スラーツ ＝ ヤン・パイネンビュルフ               |
| 1936-2 | ワーナー・グルンダール・ハンセン ＝ アルベール・ビイエ     |
| 1937   | フランス・スラーツ ＝ ケース・ペレナールス                 |
| 1939   | カレル・カールス ＝ オメル・デ・ブリュイケル               |
| 1951   | カイ・ワーナー・ニールセン ＝ オスカル・プラットナー       |
| 1952   | カイ・ワーナー・ニールセン ＝ リュシアン・ジエン           |
| 1953   | フェルディナンド・テッルッツィ ＝ リュシアン・ジエン       |
| 1954   | フェルディナンド・テッルッツィ ＝ リュシアン・ジエン       |
| 1955   | カイ・ワーナー・ニールセン ＝ エワン・クラマー             |
| 1956-1 | ジョルジュ・サンフトルバン ＝ ドミニク・フォルリーニ       |
| 1956-2 | ヘリット・スヒュルト ＝ リュシアン・ジエン                 |
| 1957   | フリッツ・フェニンガー ＝ ジャン・ロト                     |
| 1958   | リック・ファンステーンベルヘン ＝ エミール・セヴェレインス |
| 1959   | カイ・ワーナー・ニールセン ＝ パレ・リュッケ               |
| 1960   | リック・ファンステーンベルヘン ＝ エミール・セヴェレインス |
| 1977   | パトリック・セルキュ ＝ オーレ・リッター                   |
| 1978   | ダニー・クラーク ＝ ドナルド・アラン                       |
| 1979   | レネ・パイネン ＝ ガート・フランク                         |
| 1980   | アルベルト・フリッツ ＝ パトリック・セルキュ               |
| 1981   | アルベルト・フリッツ ＝ パトリック・セルキュ               |
| 1982   | レネ・パイネン ＝ パトリック・セルキュ                     |
| 1983   | パトリック・セルキュ ＝ ガート・フランク                   |
| 1984   | アルベルト・フリッツ ＝ ディートリヒ・テュラウ             |
| 1985   | ガート・フランク ＝ ハンス＝ヘンリック・エーステッド       |
| 1986   | ダニー・クラーク ＝ アンソニー・ドイル                     |
| 1987   | ダニー・クラーク ＝ アンソニー・ドイル                     |
| 1988   | ダニー・クラーク ＝ ハンス＝ヘンリック・エーステッド       |
| 1989   | ダニー・クラーク ＝ イェンス・ウェガービュー               |
| 1991   | ダニー・クラーク ＝ イェンス・ウェガービュー               |
| 1992   | ウース・フローラー ＝ ダニー・クラーク                     |
| 1993   | ロルフ・セレンセン ＝ イェンス・ウェガービュー             |
| 1994   | ブルーノ・リジ ＝ クルト・ベチャルト                       |
| 1995   | イミー・マードセン ＝ ダニー・クラーク                     |
| 1996   | クルト・ベチャルト ＝ ダニー・クラーク                     |
| 1997   | イミー・マードセン ＝ イェンス・ウェガービュー             |
| 1998   | シルヴィオ・マルティネッロ ＝ マルコ・ヴィッラ             |
| 1999   | イミー・マードセン ＝ タェブ・ブライキア                   |
| 2002   | マシュー・ギルモア ＝ スコット・マグローリー               |
| 2005   | イミー・マードセン ＝ ヤコブ・ピール                       |
| 2006   | ダニー・スタム ＝ ロベルト・スリッペンス                   |
| 2007   | ブルーノ・リジ ＝ フランコ・マルヴリ                       |
| 2008   | ブルーノ・リジ ＝ フランコ・マルヴリ                       |
| 2009   | アレックス・ラスムセン ＝ ミカエル・メルケフ               |
| 2010   | アレックス・ラスムセン ＝ ミカエル・メルケフ               |
| 2011   | アレックス・ラスムセン ＝ ミカエル・メルケフ               |
| 2012   | イルヨ・カイセ ＝ マーク・ヘスター                         |
| 2013   | ミカエル・メルケフ = ラーセ・ノーマン・ハンセン            |
| 2014   | ロベルト・バルトコ = マルセル・カルツ                      |
| 2015   | アレックス・ラスムセン ＝ ミカエル・メルケフ               |
| 2016   | アレックス・ラスムセン ＝ イェスパー・メルケフ             |
| 2017   | ミカエル・メルケフ = ラーセ・ノーマン・ハンセン            |
| 2018   | ミカエル・メルケフ = ケニー・デ・ケテル                    |
| 2019   | ケニー・デ・ケテル = モレノ・デ・ポー                      |